# Unió Esportiva Rubí
La Unió Esportiva Rubí es un club de fútbol de la ciudad de Rubí (Barcelona) España, que se desempeña actualmente en la Lliga Elit de fútbol, equivalente a la sexta categoría de la Liga española de fútbol.

## Historia
El origen del club y del fútbol en la ciudad de Rubí hay que buscarlo el 30 de junio de 1912, cuando un grupo de jóvenes del entonces pequeño pueblo de menos de 5000 habitantes, tras disputar sus primeros encuentros (un mes antes) ante clubes de Barcelona, decidieron conformar un club de fútbol que representase a la localidad. Su primer encuentro lo jugaron ante un combinado de la vecina localidad de Castellbisbal. Sin embargo, no fue hasta 1917 que el empresario barcelonés Joan Franch i Vilarnau, que vacacionaba con su familia en Rubí durante el verano, se propuso constituir la orgánica del club al emprender la creación formal del club con el nombre de Rubí Futbol Club, la cual se mantendrá vigente hasta su desaparición en 1927. Se refundó el club en 1932 con su actual denominación: Unió Esportiva Rubí.
Tras la Guerra Civil, comienza a militar en la Segunda Regional catalana, para transitar hasta 1991 entre las categorías de Primera Regional y la Preferente catalana, año en que consigue su primer ascenso a la Tercera División. En la temporada 1992-93 consigue un histórico ascenso (el más importante de su historia) a la Segunda División B tras rematar en tercer lugar. En la tercera categoría española se mantiene solo por un año y desciende.

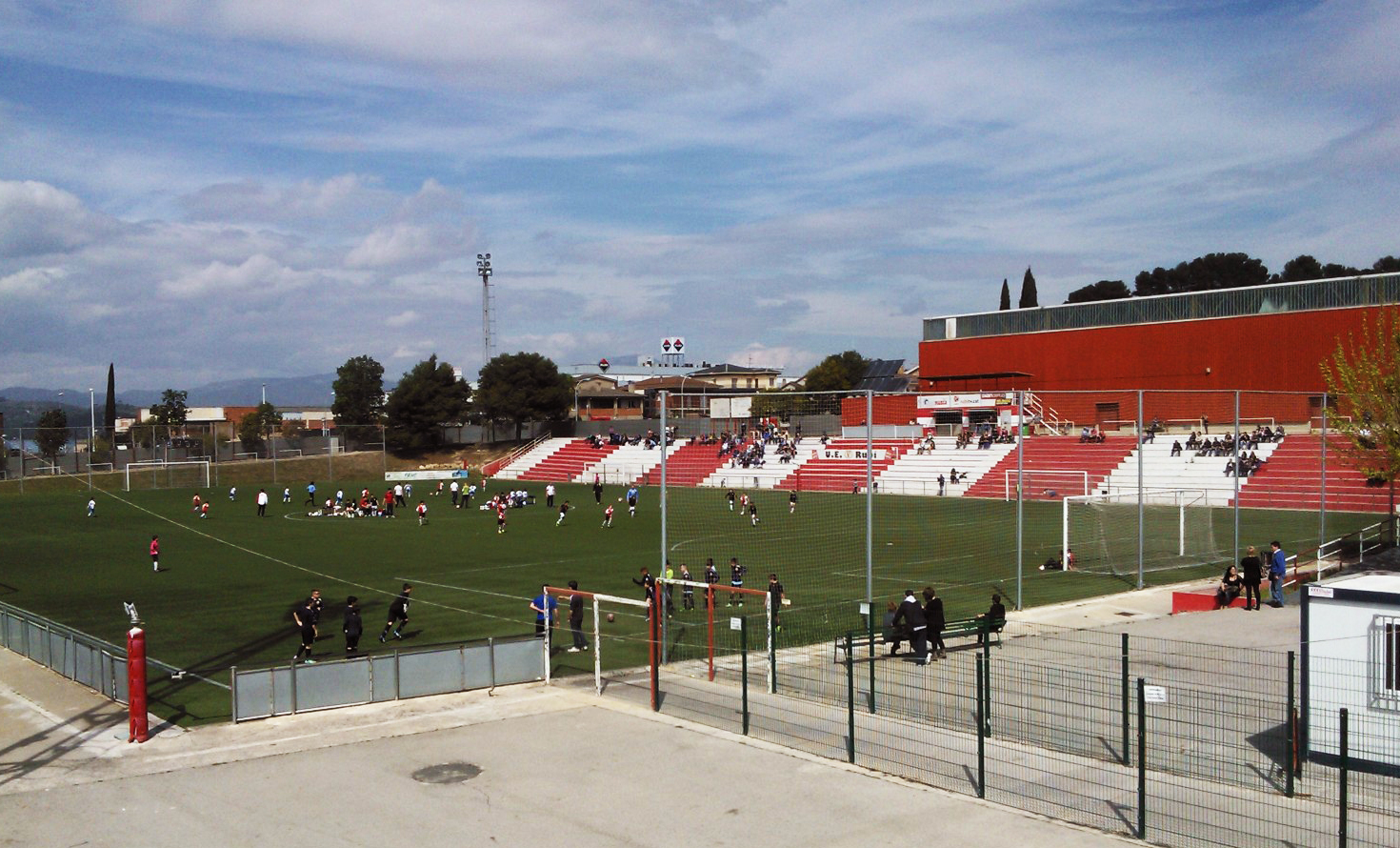
Perspectiva del estadio de la U.E. Rubí, Can Roses durante los partidos del fútbol base.

A partir de 1998, se inicia una larga etapa de crisis institucional y deportiva, que se traduce en el retorno del club rojiblanco a las categorías regionales; en los últimos 10 años, el equipo rubinense ha transitado entre la Primera Catalana y la Territorial Preferente, junto a intermitente ascensos y descensos, hacia y desde la Tercera División.

## Polémica sobre la fecha de fundación y falsos antecedentes
En los últimos 30 años, el club ha propuesto diversas fechas de fundación, muchas de estas han estado erradas, llegando incluso a afirmar que el club fue fundado en 1902 y por consiguiente que el centenario era en 2002. Esta teoría fue refutada por el historiador rubinense Josep Maria Freixes que a través de sus investigaciones históricas ha demostrado que el origen del fútbol rubinense y del génesis del club está fechado en 1912, lo que fue reconocido por el Consell Català de l'Esport (Consejo Catalán del Deporte) en 2005 como por la Federació Catalana de Futbol en 2006. El club, sin embargo, mantuvo entre 2003 y 2011 el año 1902 como el de su fundación hasta finales de junio de 2011, fecha en que la institución reconoció finalmente el año 1912 como el de su fundación y al mismo tiempo, ratificando el año 2012 como el de su celebración centenaria.

## Jugadores

### Plantilla 2023/24
Actualizado a 3 de noviembre de 2023

## Palmarés
- Regional Preferente de Cataluña (3): 1999-00, 2002-03, 2008-09.
- Ascenso a Segunda División B: 1992-93
- Ascenso a Primera Catalana: 2018-19

## Temporadas
Hasta la presente temporada (2014-2015) el club ha participado de 12 temporadas en Tercera División i 1 a Segunda División B.
| - 1991-92: 3a División - 13° - 1992-93: 3a División - 3° - 1993-94: 2a División B - 17° - 1994-95: 3a División - 15° - 1995-96: 3a División - 17° - 1996-97: 3a División - 12° - 1997-98: 3a División - 18° - 1998-99: 1a Catalana - 17° |  | - 1999-00: Regional Preferente - 1° - 2000-01: 1a Catalana - 14° - 2001-02: 1a Catalana - 19° - 2002-03: Regional Preferent - 1° - 2003-04: 1a Catalana - 2° - 2004-05: 3a División - 13° - 2005-06: 3a División - 19° - 2006-07: 1a Catalana - 20° |  | - 2007-08: Regional Preferente - 4° - 2008-09: Regional Preferente - 1° - 2009-10: 1a Catalana - 8° - 2010-11: 1ª Catalana - 3° - 2011-12: 3ª División - 11º - 2012-13: 3ª División - 10º - 2013-14: 3ª División - 5º - 2014-15: 3ª División - (Actualmente) 1º |  |  |